# حاپی
حاپی شخصیت الهی از رود نیل در اساطیر مصر است.به عنوان یک شکل شخصیت زن و هم مرد به تصویر کشیده شده است.